# Antonio Luisi
Antonio Luisi (ur. 7 października 1994) – luksemburski piłkarz grający na pozycji napastnika. Od 2013 jest zawodnikiem FC Differdange 03.

## Kariera klubowa
Swoją karierę piłkarską Luisi rozpoczął w klubie RFC Union Luksemburg. W 2011 roku awansował do pierwszej drużyny. 10 września 2011 zadebiutował w nim w pierwszej lidze luksemburskiej w wygranym 3:0 wyjazdowym meczu z US Rumelange. W RFC Union grał do końca sezonu 2012/2013.
W 2013 roku Luisi przeszedł do FC Differdange 03. Swój debiut w tym klubie zaliczył 21 sierpnia 2013 w wygranym 2:0 wyjazdowym meczu z RFC Union. W sezonie 2013/2014 osiągnął pierwszy sukces w karierze, gdy zdobył Puchar Luksemburga. W sezonie 2014/2015 wywalczył z Differdange wicemistrzostwo kraju oraz ponownie sięgnął po krajowy puchar.
| Sezon   | Klub                 | Kraj       | Rozgrywki         | Mecze | Gole |
| ------- | -------------------- | ---------- | ----------------- | ----- | ---- |
| 2011/12 | RFC Union Luksemburg | Luksemburg | Nationaldivisioun | 13    | 3    |
| 2012/13 | RFC Union Luksemburg | Luksemburg | Nationaldivisioun | 23    | 7    |
| 2013/14 | FC Differdange 03    | Luksemburg | Nationaldivisioun | 25    | 8    |
| 2014/15 | FC Differdange 03    | Luksemburg | Nationaldivisioun | 24    | 11   |
| 2015/16 | FC Differdange 03    | Luksemburg | Nationaldivisioun |       |      |

## Kariera reprezentacyjna
W reprezentacji Luksemburga Luisi zadebiutował 14 sierpnia 2013 w wygranym 2:1 towarzyskim meczu z Litwą, rozegranym w Luksemburgu, gdy w 89. minucie tego meczu zmienił Stefano Bensiego.